# Paranarella
Paranarella is een geslacht van neteldieren uit de klasse van de Anthozoa (bloemdieren).

## Soort
- Paranarella watlingi Cairns, 2007